# Broglie, Eure

Broglie este o comună în departamentul Eure, Franța. În 1 ianuarie 2022 avea o populație de 1.035 de locuitori.
Aici s-a născut fizicianul Jean Augustin Fresnel (1788).